# Universidade Europeia
A Universidade Europeia (UE) é uma universidade privada portuguesa, com sede na cidade de Lisboa, reconhecida pelo Decreto-Lei n.º 87/2013, de 26 de junho.
É a moderna designação surgida nos anos 10 do século XXI porém a sua fundação vem do centénio anterior mais precisamente desde 1962 aquando da criação da principal entidade que lhe deu origem: ISLA - Instituto Superior de Línguas e Administração (Gestão, Turismo,...). À Universidade Europeia em Lisboa veio juntar-se o IADE - Instituto de Artes Visuais, Design e Marketing (nascido em 1969 no campo do design e também publicidade) e associou-se o IPAM - Instituto Português de Administração de Marketing (criado em 1984 - área marketing). Três instituições pioneiras no país no lançamento de cursos focados nesses domínios do conhecimento no ensino superior em Portugal.
UE é também designação idêntica ou semelhante a diversas outras instituições independentes de ensino superior com a denominação Universidade Europeia / European University formando uma substancial malha de educação universitária pela Europa. A entidade instituidora da UE em Portugal é a ENSILIS — Educação e Formação, Unipessoal, Lda. tendo efetuado alterações na estrutura orgânica sobre a base das unidades de ensino que lhe deram origem.

## A Universidade[3]
A Universidade Europeia oferece acesso ao ensino superior.
A Universidade Europeia confere graus académicos de Licenciatura, Mestrado e Doutoramento, bem como cursos de Pós-graduações, em diversas áreas como Gestão, Direito, Psicologia, Recursos Humanos, Marketing, Design, Comunicação, Desporto, Informática e Tecnologias.

## Missão[3]
i. Formar cidadãos e profissionais para o mundo, através de um modelo académico diferenciador;
ii. Proporcionar uma aprendizagem baseada na investigação científica e norteada por princípios éticos e de responsabilidade social;
iii. Promover em toda a comunidade académica uma cidadania ativa e impulsionadora do desenvolvimento económico e social sustentável.

## Visão[3]
Ser uma Universidade internacional de referência e a primeira escolha de estudantes e de empregadores.

## Valores[3]
Formar empreendedores e profissionais de topo, através de métodos inovadores, preparando-os para o mercado global.
Rigor - No desenvolvimento académico dos programas e estudantes e em toda a gestão de processos.
Diversidade - Oferta diversificada de programas de qualidade nos diferentes níveis de ensino superior.
Universalidade - Na preparação de profissionais para um mundo sem fronteiras, incentivando e proporcionando o contacto com outras culturas.
Inovação - Na adaptabilidade às necessidades do mercado de trabalho, oferecendo métodos e conteúdos atuais de modo a preparar com sucesso os estudantes

### Unidades orgânicas[4]
- Faculdade de Ciências Empresariais e Sociais
- Faculdade de Design, Tecnologia e Comunicação
- Faculdade de Turismo e Hospitalidade
- Faculdade de Ciências da Saúde e do Desporto

## Modelo académico[5]
Um modelo de ensino centrado no estudante, que visa prepará-lo para um mundo global através da aquisição de conhecimento e do desenvolvimento de competências que potenciam a sua empregabilidade em qualquer parte do mundo. A Universidade Europeia apresenta, assim, uma metodologia de ensino exigente que visa a participação ativa do estudante no seu próprio processo de aprendizagem e desenvolvimento.

## Experiência Internacional[6]
A Universidade Europeia proporciona aos seus estudantes uma experiência internacional única, preparando-os para atuar em qualquer parte do mundo.
- Programas assentes nas melhores práticas pedagógicas e conteúdos programáticos internacionais
- Programas de mobilidade exclusivos
- Programas lecionados em inglês
- Docentes e convidados internacionais
- Desenvolvimento de projetos colaborativos a nível internacional
- Participação em concursos internacionais
- Participação na International Week e outros eventos internacionais
- Acesso as escolas de excelência e com prestígio internacional

## Metodologias de Ensino Ativas[5]
Aprendizagem centrada no estudante, que, de forma integrada, aplica os conhecimentos e competências adquiridos na resolução de problemas e no desenvolvimento de projetos que respondam a desafios reais.
Os estudantes experienciam em sala de aula a realidade empresarial:
- Desenvolvimento de projetos reais que respondem a desafios lançados por empresas.
- Práticas laboratoriais.
- Programas certificados por empresas.

Project based learning
Projeto interdisciplinar que promove a aplicabilidade imediata das competências adquiridas, como forma de dar resposta a um problema ou a um desafio real.